# 小倉武之助
小倉 武之助（おぐら たけのすけ、明治3年8月12日（1870年9月7日） - 1964年（昭和39年）12月26日）は、明治時代から昭和時代にかけて朝鮮で活動した実業家、美術品収集家。

## 経歴
千葉県成田市出身。父親の小倉良則は北総英漢義塾を創立後、1892年から衆議院議員を3期務め、成田鉄道、成田銀行を設立した実業家。東京帝国大学卒業後、日本郵船に入社。のち京釜鉄道に入社し、1904年朝鮮に渡った。給料を元手に土地を買い、地価上昇で巨利を得て、大邱の資産家として電気事業に進出する準備を始めた。1905年2月京釜鉄道を退社。
1909年、地元資産家と共同で電気事業を出願し、朝鮮総督府より許可を得て大邱市電気会社を設立、株式の過半を出資していたため社長に就任した。同社は1913年1月1日に従業員12人・需要戸数322戸で開業したが、小倉は1918年に会寧電気を設立し、同年咸興電気を合併、1920年には光州電気を合併と事業規模を拡大し、1937年には16の発電所と2016kmの送電線を有するまでに発展させた。
また、1922年ないし1923年頃より朝鮮の古美術品の収集を始めた。1935年には同年発足した南鮮合同電気の社長に就任、のち朝鮮電力社長、大邱商工銀行頭取を歴任した。
太平洋戦争終結に伴う日本の朝鮮統治終了後の1945年10月に、日本に引き揚げた。このとき所蔵品の一部を持ち帰り、約4000点が大邱に残されたままとなったと推測されている。1956年に習志野開拓地から習志野市実籾に転居。同地に財団法人小倉コレクション保存会を設立し会長に就任、収蔵庫を設け、94歳で死去するまで悠々自適の生活を送った。
妻の姉の夫に桑名伊之吉。

## 小倉コレクション

### 経緯
大韓民国（韓国）政府は、1952年から1965年まで7次にわたる日韓会談で小倉コレクションの返還を議題にし続けたが、1965年の日韓基本条約締結にあたり、個人の所蔵品であることを理由に返還はされなかった。
日韓市民でつくる日韓会談文書全面公開を求める会が情報公開請求で入手した1962年2月14日付外務省北東アジア課作成文書「文化財問題の解決方針に関する件」によると、日本政府部内で「韓国側が特別に関心を見せると考えられる小倉コレクションのうち、少数を政府が購入または小倉の自発的意志で寄贈すること」が検討された。これについて中央日報は、外務省が韓国に一定の譲歩をしようとする一方で、文化財保護委員会の影響を受けた文部省が強く反発した、との見方を示している。
1981年、小倉コレクション保存会は同コレクションを東京国立博物館（東博）に一括寄贈し、解散した。収蔵庫跡地は習志野市に寄付され、現在小倉公園（習志野市実籾5丁目16番）となっている。
1982年春、同館で小倉コレクション展覧会が開催された。
2007年4月6日、衆議院文部科学委員会で、小倉コレクション返還問題について質疑がおこなわれた。
2014年8月、朝鮮半島から流出した文化財の返還問題に取り組む民間団体「文化財チェジャリチャッキ」は、東博所蔵の小倉コレクションのうち朝鮮王室遺物9点・慶州金冠塚出土遺物8点・釜山蓮山洞古墳出土遺物4点・昌寧郡出土遺物13点の34点について、日本統治時代に盗掘されたと推定され、盗難品の受贈を禁じる国際博物館会議（ICOM）規約に反しているとして、所蔵を取りやめるよう国立文化財機構に求める調停を東京簡易裁判所に申請した。同年11月5日、東京簡裁は「文化財取り戻し」が当該文化財の所有者でないことを理由に申請を却下した。

### 内容

その他
多鈕細文鏡（重要美術品）
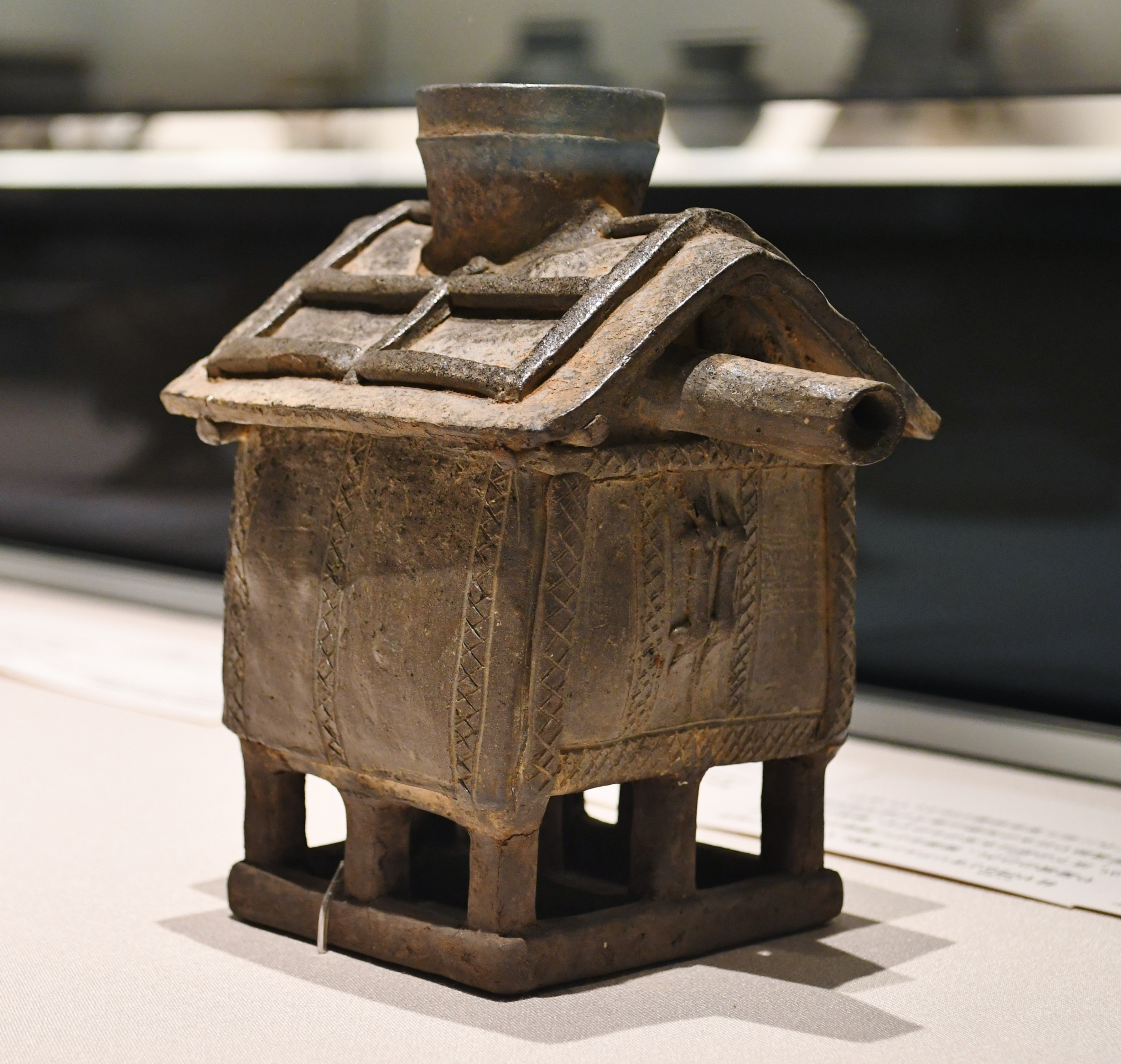
家形容器（重要美術品）
鉄地金銅装冑
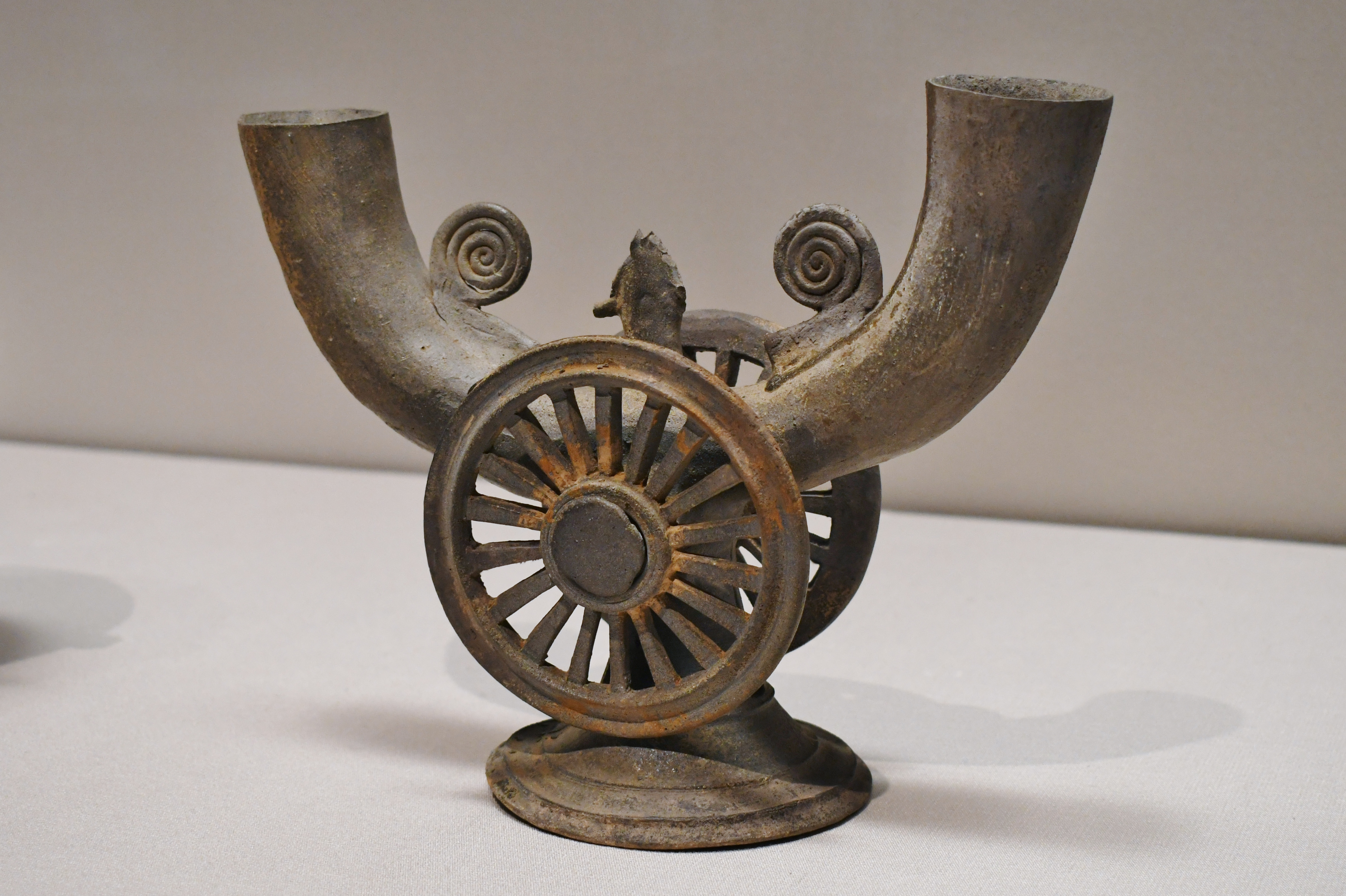
車輪付双角杯（重要美術品）
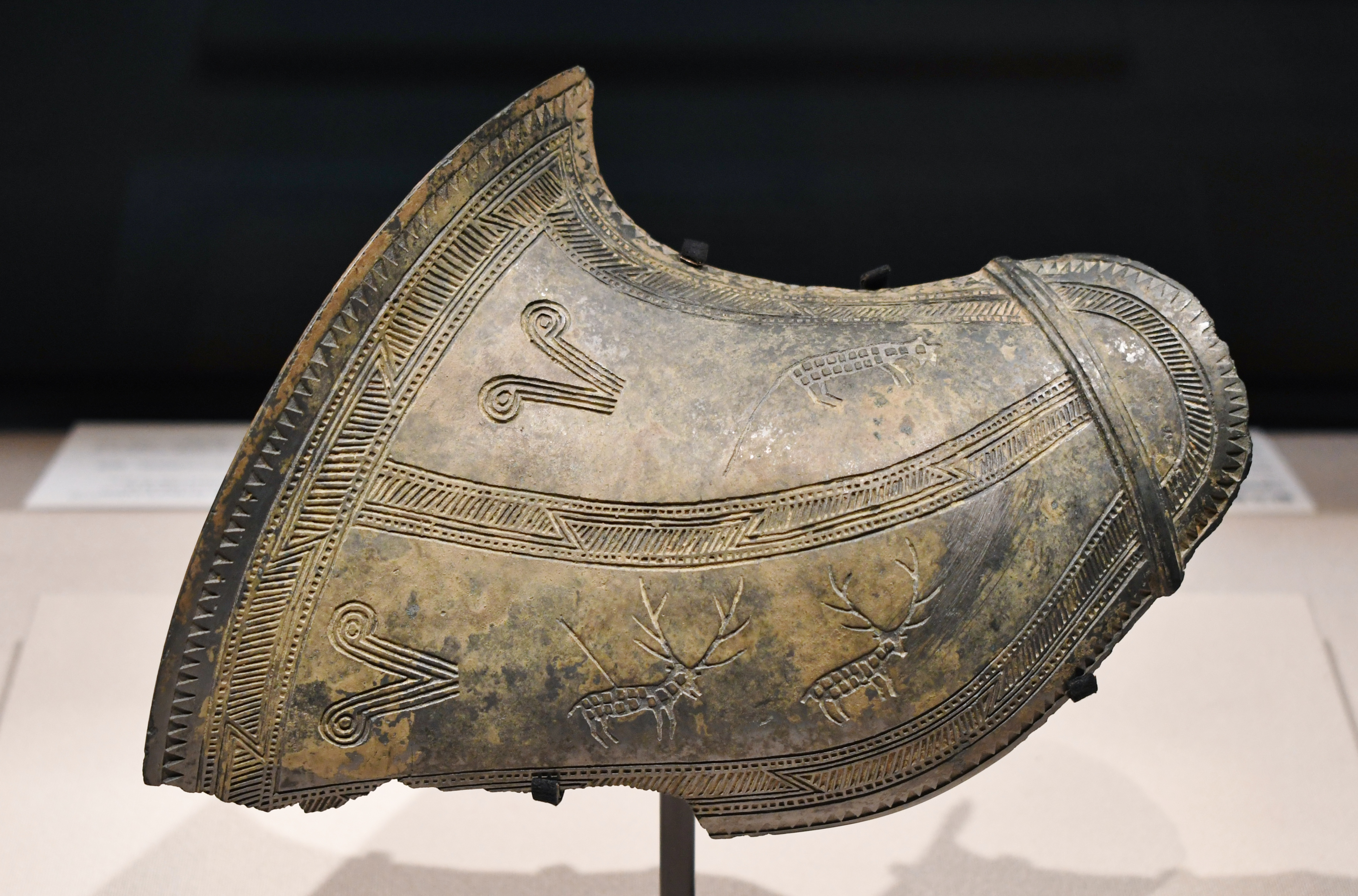
獣文飾板（重要美術品）

東博に寄贈されたのは、重要文化財8点・重要美術品31点を含む1110点。内訳は、考古学資料557点・陶磁器130点・書籍26点・絵画69点などである。うち、重要文化財は以下の2件8点。
- 伝慶尚南道昌寧出土品7点（金銅透彫宝冠・金銅翼状冠飾・金製心葉形垂飾耳飾・金銅臑当・金釧・金銀装環頭大刀柄・金銅透彫飾履） 三国時代（6世紀）
- 響銅製鐎斗（きょうどうせいしょうと / さはりせいしょうと） 伝慶尚南道陜川出土 三国時代（6世紀）

このほか、大邱に残された約4000点や、小倉が生活のため日本で売却したものがあると見られているが、コレクションの全容は明らかにされていない。

重要文化財
金銅透彫宝冠
金銅翼状冠飾
金製心葉形垂飾耳飾
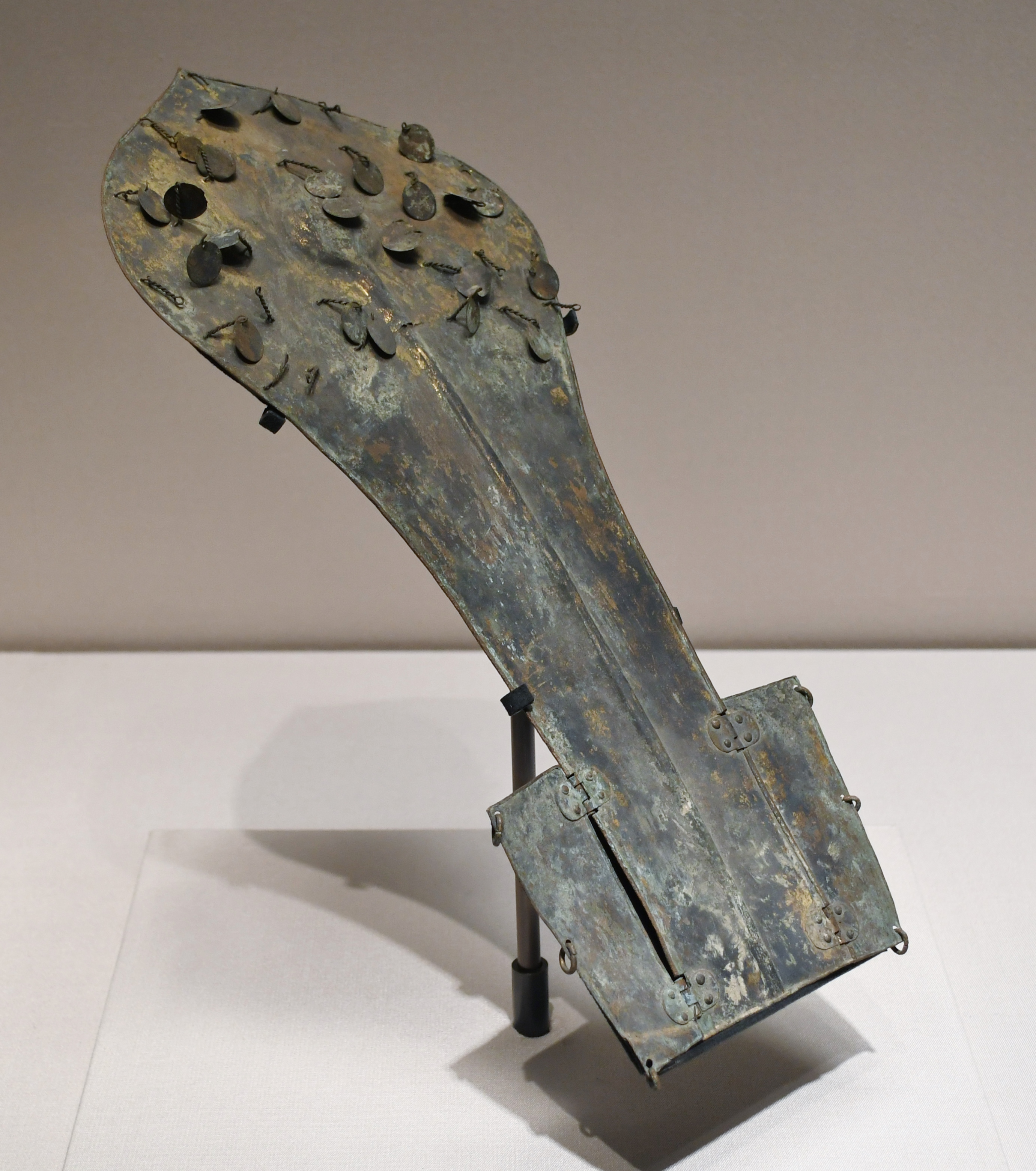
金銅臑当
金銀装環頭大刀柄
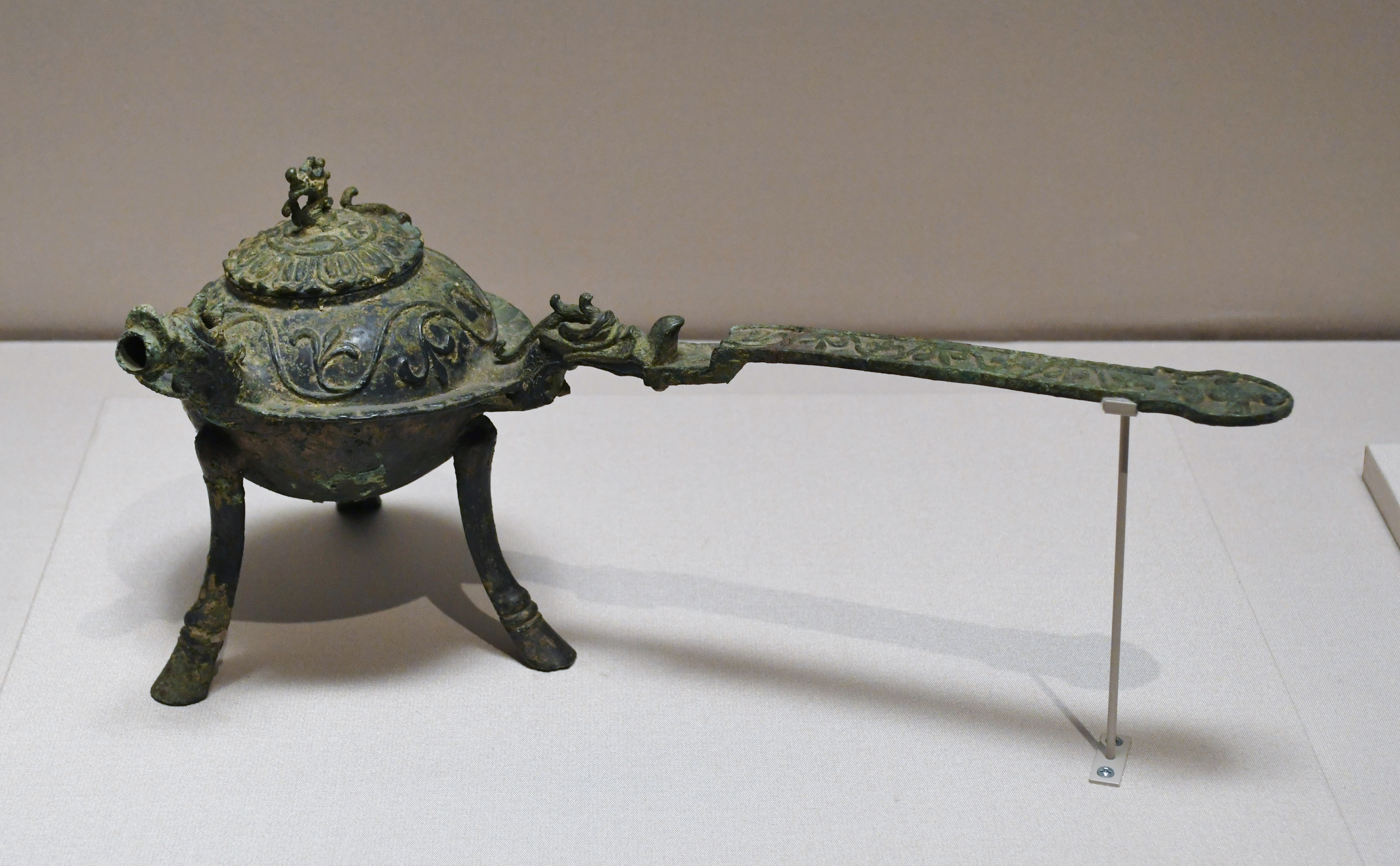
響銅製鐎斗

- その他
- 多鈕細文鏡（重要美術品）
- 家形容器（重要美術品）
- 鉄地金銅装冑
- 車輪付双角杯（重要美術品）
- 獣文飾板（重要美術品）

### 関連資料
- 小倉武之助編『小倉コレクション目録』1958年[11]、1964年4月[12]
- 小倉コレクション保存会編『小倉コレクション保存会関係資料』1980年[13]
- 小倉コレクション保存会編『小倉コレクション写真集』1981年3月（出版地東京）[14]
- 小倉コレクション保存会編『小倉コレクション写真集』〔1〕任那の一部・新羅/〔2〕先史時代 漢時代/〔3〕高勾麗・百斎（原文ママ）・任那ノ一部・高麗/〔4〕李朝時代/〔5〕書画・仏像・仏画・日本の部（計5冊、出版地習志野）[15][16]
- 東京国立博物館『寄贈小倉コレクション目録』1982年3月[17]
- 大韓民国国立文化財研究所『小倉コレクション韓国文化財 : 日本東京国立博物館所蔵』（海外所在文化財調査書 第12冊）2005年[18]